# فرانك براون (متزحلق جبال الألب)
فرانك براون (بالإنجليزية: Frank Brown)‏ هو متزحلق جبال الألب أمريكي، ولد في 16 أبريل 1937 في بويسي في الولايات المتحدة، وتوفي في 4 يونيو 2016 في ماكال في الولايات المتحدة.

## وصلات خارجية
- فرانك براون على موقع أوليمبيديا (الإنجليزية)